# IJsselmonde
Cet article parle de l'Île d'IJsselmonde. Pour l'arrondissement de Rotterdam, voir IJsselmonde (Rotterdam).

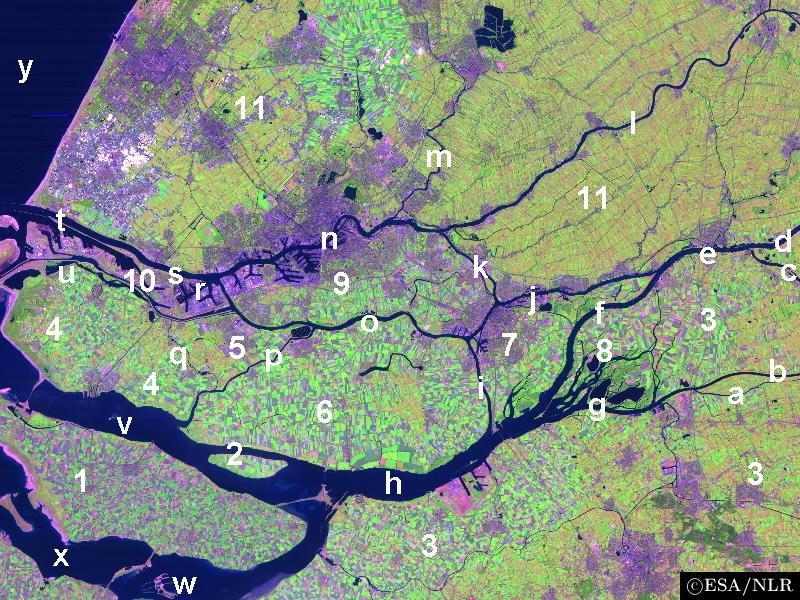
L'île d'IJsselmonde dans le delta Rhin-Meuse-Escaut. L'île est indiquée par le chiffre 9.

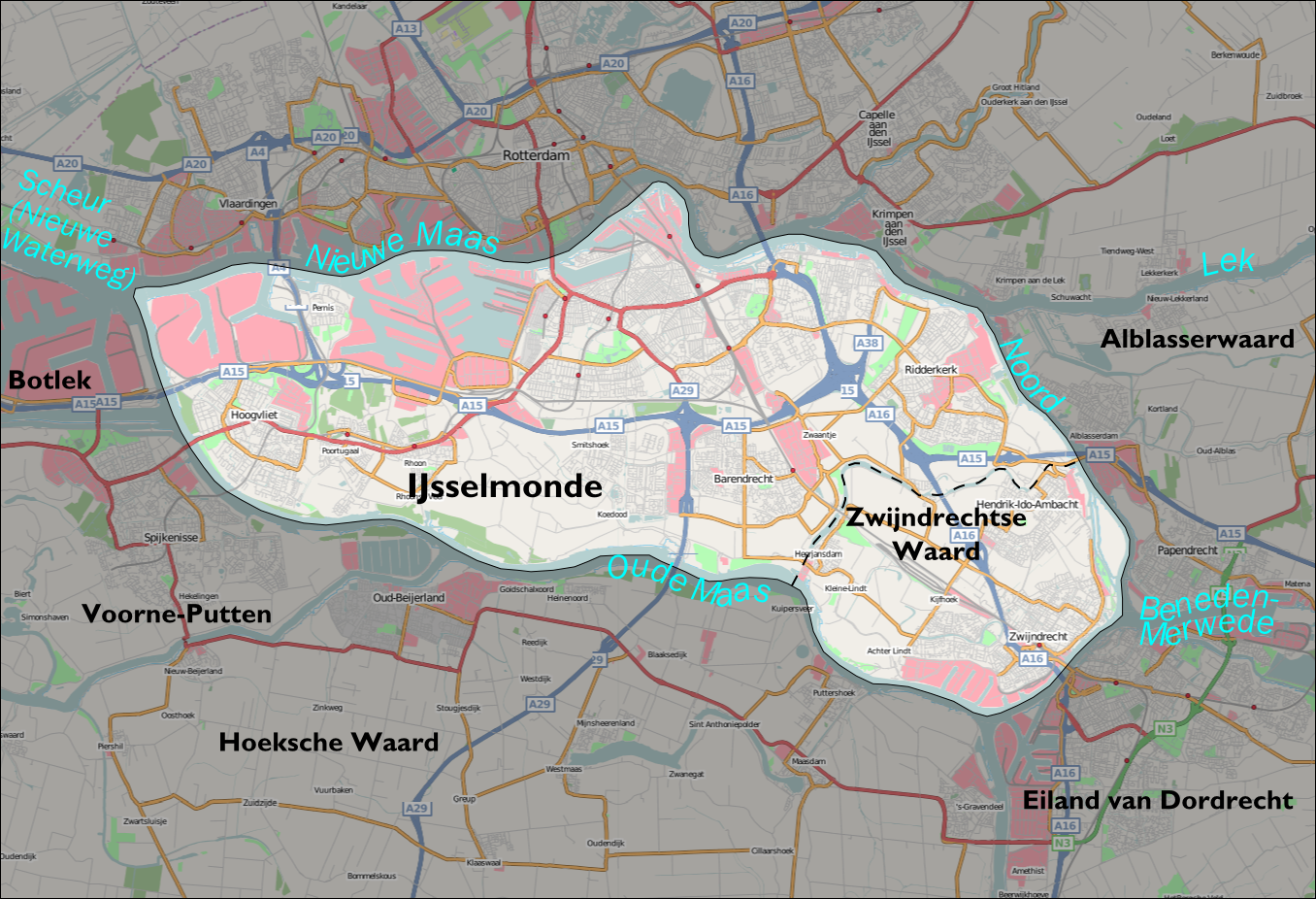
L'île d'IJsselmonde.

IJsselmonde est une île fluviale et une région naturelle néerlandaise, située dans le delta de la Meuse, dans la province de la Hollande-Méridionale. L'île est entourée de la Nouvelle Meuse (n) au nord, la Vieille Meuse (o) au sud, et le Noord (k) à l'est. L'île tire son nom de l'ancien village d'IJsselmonde, aujourd'hui quartier de la ville de Rotterdam. Ce village, dont le nom signifie embouchure de l'IJssel, est situé sur l'est de l'île, en face de l'embouchure de l'IJssel hollandais. L'île est très fortement urbanisée ; elle est entièrement couverte par zones industrielles et zones d'habitation. De nombreux tunnels et ponts relient IJsselmonde au reste de la province.

## Géographie
Le nord de l'île est en grande partie occupé par les ports du port de Rotterdam, et par les zones d'habitations du sud de Rotterdam, dont Charlois et Lombardijen, quartiers situés à l'est des ports. À l'extrémité occidentale d'IJsselmonde se trouvent Hoogvliet et Pernis. Pernis a conservé son ancien cœur de village, même si celui-ci est de nos jours complètement entouré de ports et de raffineries de pétrole.
Les localités situées sur la Nouvelle Meuse et le Noord se sont développées autour des chantiers navals ; ainsi Zwijndrecht, Hendrik-Ido-Ambacht, Slikkerveer et Bolnes. Ces deux anciens villages font désormais partie de la ville de Ridderkerk.
Au centre de l'île sont situés les villes de Ridderkerk, Barendrecht, Rhoon et Poortugaal, dont surtout Barendrecht se développe très rapidement. La région de Barendrecht héberge beaucoup de serres d'horticulture.
Quelques plus petites localités se sont conservées, dont Smitshoek et Carnisse, mais la plupart des anciens villages ont été intégrés dans les villes de l'île. Ainsi, Charlois, Katendrecht et Oud-IJsselmonde, qui font désormais partie intégrante de la ville de Rotterdam.
La partie sud-est de l'île ne fait pas réellement partie d'IJsselmonde : il s'agit du Zwijndrechtse Waard, où se trouvent les villes de Zwijndrecht, Hendrik-Ido-Ambacht et Heerjansdam. La rivière de Waaltje forme la ligne de séparation entre IJsselmonde et le Zwijndrechtse Waard. Le Zwijndrechtse Waard est traverse par la rivière de Devel.

## Découpage administratif
IJsselmonde (et le Zwijndrechtse Waard) est découpé en six communes :
- Albrandswaard
- Barendrecht
- Hendrik-Ido-Ambacht
- Ridderkerk
- Rotterdam
- Zwijndrecht.